# روثتن (مینه‌سوتا)
روثتن (به انگلیسی: Ruthton) یک شهر در ایالات متحده آمریکا است که در شهرستان پایپستون، مینه‌سوتا واقع شده‌است. روثتن ۱٫۷۴ کیلومتر مربع مساحت و ۲۴۱ نفر جمعیت دارد و ۵۲۸ متر بالاتر از سطح دریا واقع شده‌است.